# U-588
Unterseeboot 588 foi um submarino alemão do Tipo VIIC, pertencente a Kriegsmarine que atuou durante a Segunda Guerra Mundial.

## Comandantes
| Comandante          | Data                                         |
| ------------------- | -------------------------------------------- |
| Kptlt. Victor Vogel | 18 de setembro de 1941 - 31 de julho de 1942 |

## Subordinação
Durante o seu tempo de serviço, esteve subordinado às seguintes flotilhas:
| Período                                       | Flotilha                                  |
| --------------------------------------------- | ----------------------------------------- |
| 18 de setembro de 1941 - 1 de janeiro de 1942 | 6. Unterseebootsflottille (treinamento)   |
| 1 de janeiro de 1942 - 31 de julho de 1942    | 6. Unterseebootsflottille (serviço ativo) |

## Operações conjuntas de ataque
O U-588 participou das seguinte operações de ataque combinado durante a sua carreira:
- Rudeltaktik Robbe (15 de janeiro de 1942 - 24 de janeiro de 1942)
- Rudeltaktik Pirat (29 de julho de 1942 - 31 de julho de 1942)